# ستردوکلوکی
ستردوکلوکی (به چکی: Středokluky) یک منطقهٔ مسکونی در جمهوری چک است که در ناحیه پراگ-غرب واقع شده‌است.